# Drábsko
Drábsko (in ungherese Darabos, in tedesco Waldenbach) è un comune della Slovacchia facente parte del distretto di Brezno, nella regione di Banská Bystrica.

## Storia
Il villaggio venne fondato nel 1810 dai signori locali Forgách che vi insediarono coloni provenienti dalla regione di Orava.